# Jean-Pierre Geay
 (septembre 2024).
Jean-Pierre Geay est un écrivain, poète et critique d’art français, né le 20 novembre 1941  à Bruailles en Saône-et-Loire.

## Biographie
Professeur agrégé de lettres modernes, il a enseigné à Privas puis à Aubenas jusqu’en 2002.
« Poète de la lumière et de l'éphémère », des paysages des Alpilles et de l'Ardèche, nourri de l'influence de Pierre Reverdy et de la proximité de René Char, son écriture poétique exprime également un regard critique sur la peinture, au gré de ses rencontres avec les artistes.
Publié depuis 1962, responsable en 1969 de la revue Fénix et fondateur en 1973 avec René Daillie de la revue Solaire, il se place ensuite volontairement en marge des grands éditeurs. Avec l’artiste et éditeur Pierre-André Benoit à partir de 1973, puis avec Jean-Louis Meunier aux éditions La Balance à partir de 1984, il développe une intense collaboration critique et bibliophilique avec de nombreux artistes peintres, graveurs ou relieurs, réalisant plus de 200 éditions  illustrées imprimées ou manuscrites à tirage limité.
Auteur d'ouvrages critiques ou de catalogues d'expositions sur ses amis Henri Goetz, Yves Mairot et Bernard Alligand, il a également collaboré avec une quarantaine de plasticiens, dont Jacques Truphémus, Paul Siché, Jean-Jacques Morvan, Michel Lajaunie, Marcel Dumont, Jacques Le Roux, Sabine Dubourg, Marcel Roy, Marcel Mélot, Jean-Marie Fage, James Guitet, Pierre-André Benoit, Charles Marq, Robert Droulers, Roger Bertemès, Michel Uhlrich, Patrice Pouperon, Chantal Giraud-Cauchy, Hans Steffens, Dagmar Martens, Nathalie Dasseville, Arthur-Luiz Piza, Henri Laugier, Nadia de Clauzade, Thierry Lambert, Brigitte Simon, Mohamed Fathy Abou El-Naga, Roger Dérieux, Roger Druet, Henri Mouvant.

### Donation
Entre 2011 et 2013, Jean-Pierre Geay a fait une donation à la Bibliothèque municipale d'Angers de plus de 3000 documents rassemblant l’ensemble de son œuvre poétique et bibliophilique et toutes les archives, correspondances, maquettes de livre, gravures, dessins et peintures permettant de comprendre la genèse de son œuvre et ses collaborations avec les artistes. Cette donation a donné lieu à une exposition à la Médiathèque Toussaint en 2014-2015.

## Distinctions
- Chevalier de l'ordre national du Mérite[2]
- Chevalier de l'ordre des Arts et des Lettres[3]
- Officier de l'ordre des Palmes académiques
- Membre de l'Académie des sciences, lettres et arts de l'Ardèche

## Œuvres[4]

### Poésie
- L'Ombre crédule, Les écrivains réunis, 1962
- Basse Saison, Deswarte, 1969
- Feu couvert, Club du Poème, 1971
- Fouler la nuit, Club du Poème, 1971
- L'Été, Deswarte, 1971
- Parcours, Deswarte, 1971
- Le Mur blanc, Deswarte, 1972
- Approches, Rougerie, 1973
- Malgré le temps, Deswarte Garnier, 1975
- Jour pour jour, Rougerie, 1975
- Le Point fatidique, Eridan (Pierre-André Benoit), 1983
- Le Pays traversé, Rougerie, 1985
- Hors ligne, Comme si, 1994
- Perspective lointaine, Comme si, 1994
- Marges brèves, Comme si, 1994
- Archives éphémères, Ed. Jean-Pierre Huguet, 2007

### Critique d'art
- Marcel Dumont, Deswarte, 1973
- Michel Moskovtchenko, Éditions de la ville de Privas, 1973.
- Jacques Le Roux, Deswarte Garnier, 1975
- À la croisée des regards, La Balance, 1987
- Goetz, Cercle d'art, Paris, 1989
- Bernard Alligand. L'œuvre gravé. 1985-2004, L'Atelier du Mot, 2005
- Yves Mairot. Du visible à l'invisible, Jean-Pierre Huguet, 2006

## Filmographie
- Thésée, Habiter l’espace. Jean-Pierre Geay et ses amis peintres, Arthésée, 2014. 60 min.